# Астраханцев, Сергей Васильевич
Серге́й Васи́льевич Астраха́нцев (10 [23] сентября 1914 — 8 августа 1943) — советский военный. Участник Великой Отечественной войны. Герой Советского Союза (1944, посмертно). Старший лейтенант.

## Биография
Сергей Васильевич Астраханцев родился 10 (23) сентября 1914 года в уездном городе Темников Тамбовской губернии Российской империи (ныне районный центр Республики Мордовия Российской Федерации) в семье рабочего Василия Александровича и домохозяйки Любови Алексеевны Астраханцевых.
В 1921 году семья Астраханцевых переехала в посёлок Ташино (ныне — город Первомайск Нижегородской области). Здесь Сергей Астраханцев окончил семь классов школы, затем работал в паросиловом цехе Ташинского чугунолитейного завода учеником электромонтера. В 1933 году окончил 1 курс авиационного техникума в Горьком. До призыва в армию работал слесарем, затем диспетчером на заводе № 195 (ныне ОАО «Завод АИТ») в Саратове. В 1936—1938 годах Сергей Астраханцев проходил срочную службу в рядах Рабоче-крестьянского Красного Флота. Служил на Тихоокеанском флоте. После службы вернулся в Саратов.
В ряды Рабоче-крестьянской Красной Армии С. В. Астраханцев был призван Октябрьским райвоенкоматом города Саратова 28 августа 1941 год. В боях с немецко-фашистскими захватчиками с декабря 1941 года. Был ранен, лечился в госпитале. После выздоровления Сергея Васильевича направили на курсы младших лейтенантов. В октябре 1942 года младший лейтенант С. В. Астраханцев получил назначение в 367-й стрелковый полк 71-й стрелковой дивизии Волховского фронта. Принимал участие в оборонительных боях на реке Волхов. В декабре 1942 года 71-я стрелковая дивизия была передана 2-й ударной армии, в составе которой Сергей Васильевич участвовал в прорыве блокады Ленинграда (операция «Искра»). Затем на Ленинградском и Волховском фронтах участвовал в операции «Полярная Звезда». В боях под Ленинградом Сергей Васильевич прошёл путь от младшего лейтенанта до старшего лейтенанта и был назначен командиром 7-й стрелковой роты 3-го батальона.
В конце апреля 71-я стрелковая дивизия была выведена в резерв и после пополнения в июле 1943 года была передана 27-й армии сначала Степного, затем Воронежского фронтов. В её составе старший лейтенант С. В. Астраханцев принимал участие в Белгородско-Харьковской операции Курской битвы.
Во время наступления на Харьковском направлении 8 августа 1943 года в районе деревни Братеница  Великописаревского района Сумской области подразделения 367-го стрелкового полка были атакованы немецкой пехотой и танками и вынужденно перешли к обороне. На участке 3-го батальона, не имевшего противотанковых средств, немецкую пехоту поддерживали три Т-6 «Тигр». Видя замешательство батальона, старший лейтенант С. В. Астраханцев со своей ротой, находившейся до этого в резерве, пошёл в контратаку. Дав приказ стрелкам отсекать пехоту, сам старший лейтенант Астраханцев с единственным противотанковым ружьём выдвинулся вперёд и точным огнём подбил 2 немецких танка, однако третий «Тигр» гусеницами смял его огневую позицию.
Указом Президиума Верховного Совета СССР от 25 августа 1944 года за образцовое выполнение заданий командования на фронте борьбы с немецкими захватчикам и проявленные при этом отвагу и геройство старшему лейтенанту Астраханцеву Сергею Васильевичу присвоено звание Героя Советского Союза посмертно. 
С. В. Астраханцев похоронен недалеко от места сражения в братской могиле на кладбище деревни Братеница Великописаревского района Сумской области.

## Награды
- Медаль «Золотая Звезда» (25.08.1944, посмертно);
- орден Ленина (25.08.1944, посмертно).

## Память
- Бюст Героя Советского Союза С. В. Астраханцева установлен на территории ОАО «Завод Автономных Источников Тока» в городе Саратове.
- Мемориальная доска в честь Героя Советского Союза С. В. Астраханцева установлена на доме по улице Московской в городе Темникове Республики Мордовия.
- Имя Героя Советского Союза С. В. Астраханцева увековечено на стеле в селе Братеница Великописаревского района Сумской области Украины . Одна из улиц села носит его имя.
- Именем Героя Советского Союза С. В. Астраханцева названы улицы в городах Первомайске и Темникове.
- Именем Героя Советского Союза С. В. Астраханцева названа средняя общеобразовательная школа № 23 в городе Саратове[1].

## Документы
- Общедоступный электронный банк документов «Подвиг Народа в Великой Отечественной войне 1941—1945 гг.» Архивировано 13 марта 2012 года.

Представление к званию Героя Советского Союза и указ ПВС СССР о присвоении звания. Архивировано 26 июля 2012 года.
- Обобщённый банк данных «Мемориал». Архивировано 10 мая 2012 года.

ЦАМО, ф. 33, оп. 11458, д. 114. Архивировано 10 июля 2013 года.
ЦАМО, ф. 33, оп. 11458, д. 56. Архивировано 10 июля 2013 года.
ЦАМО, ф. 33, оп. 594259, д. 62. Архивировано 10 июля 2013 года.
Информация из списка захоронения ЗУ380-19-392. Архивировано 10 июля 2013 года.
Учётная карточка захоронения ЗУ380-19-392. Архивировано 10 июля 2013 года.
Схема захоронения ЗУ380-19-392. Архивировано 10 июля 2013 года.
Информация из списка захоронения 31-94. Архивировано 10 июля 2013 года.
Учётная карточка захоронения 31-94. Архивировано 10 июля 2013 года.
Схема захоронения 31-94. Архивировано 10 июля 2013 года.